# Habronattus bulbipes
Habronattus bulbipes là một loài nhện trong họ Salticidae.
Loài này thuộc chi Habronattus. Habronattus bulbipes được Ralph Vary Chamberlin & Wilton Ivie miêu tả năm 1941.